# Ludwig Malyoth
Ludwig Malyoth (* 17. Juni 1860 in Schwabmünchen; † 27. Dezember 1939 in München) war ein deutscher Schauspieler und Theaterwissenschaftler.

## Leben
Malyoth war ab 1885 erst als Schauspieler in Danzig tätig, dann auch als stellvertretender Direktor. Anschließend war er in Theaterverwaltungen in Stettin, Bremen und dann vor allem in München tätig, wo er von 1902 bis 1926 wirkte; zuletzt als Stabsrat in der Generalintendanz. Er war Mitarbeiter der Programmhefte der Bayerischen Staatstheater, weiterhin verfasste er zahlreiche Theaterkritiken, Beiträge über Theaterthemen in Münchner Tageszeitungen sowie Artikel in Zeitschriften wie „Bühne und Welt“.
Sein Nachlass, der zugleich eine umfangreiche Quellensammlung zur Theatergeschichte Münchens und Bremens darstellt, befindet sich in der BSB München. Er gibt u. a. Aufschluss über die Separatvorstellungen für Ludwig II., die in den Jahren 1871 bis 1886 stattfanden, und es findet sich Material zu bedeutenden Künstlern der Zeit sowie Briefe von diesen.

## Werke (Auswahl)
- Schiller in München. In: Bühne und Welt 7, 2. Halbjahrband, 1904/05, S. 675–680
- Gründung und Aufbau des K. Hof- und Nationaltheaters am Max Josefplatz in München. Eine archivalische Studie zur Hundertjahrfeier. In: Bayerland 30, 1918/19, S. 33–42